# 데시마 (게임 엔진)
데시마(Decima)는 데시마는 게릴라 게임스에서 제작하고 2013년 11월에 출시한 독점 게임 엔진으로, 인공 지능 및 게임 물리학과 같은 도구와 기능을 포함하고 있다. 플레이스테이션 4, 플레이스테이션 5, 마이크로소프트 윈도우, macOS 및 iOS의 게임에 사용되는 4K 해상도 및 HDR 이미징과 호환된다.

## 게임
- 언틸 던
- 언틸 던: 러시 오브 블러드
- 호라이즌 제로 던
- 데스 스트랜딩
- 호라이즌 포비든 웨스트